# 魔女戀愛日記
《魔女戀愛日記》是Qoobrand在2014年5月30日發售的戀愛冒險類型成人遊戲，2015年12月24日發售PlayStation Vita版《魔女戀愛日記 Dragon×Caravan》。

## 故事
南乃愛麗絲在碧方學園的鐘塔找到一本奇妙的日記本，日記中寫者櫻井拓海與愛麗絲身邊認識女性的事情。然而現實中的她們並不認識拓海，為此愛麗絲便決定要開始調查真相。

## 角色

### 主要角色
櫻井拓海
本作的男主角，日記中的少年。
南乃愛麗絲（聲優：楠原ゆい）
碧方學園的二年級學生，攝影社兼新聞社的社員。
時計坂零
碧方學園的理事長兼二年級學生。
時計坂花音（聲優：結衣菜）
碧方學園的二年級學生兼理事長的秘書，零的雙胞胎妹妹。
周防聖（聲優：佐本二厘）
碧方學園的轉學生，鐘塔旁教會的修女。
柏原美衣
拓海的同學兼班長，攝影社的社長。
藤田崑崙（聲優：山田ゆな）
愛麗絲的同學。
Baragon（聲優：美月）
愛麗絲的夥伴，一般人無法看見的龍形生物。
真田甘樂（聲優：M·A·O）
碧方學園的轉學生。PSV版新角色。
Bragon（聲優：上間江望）
甘樂的夥伴。PSV版新角色。

### 其他角色
梢明美
愛麗絲的班級老師。
加藤戀（聲優：橘まお）
其他學校的學生。
櫻坂恵子
碧方學園的學生，愛麗絲的親友。
冰室彌生（聲優：美空なつひ）
碧方學園的學生，愛麗絲的親友。
堀田（聲優：美月）
拓海的同學，3人組的帶頭。
山田
拓海的同學，3人組的成員。
岡田
拓海的同學，3人組的成員。

## 主題曲
片頭曲
作詞、主唱：Larval Stage Planning，作曲、編曲：中澤伴行
PSV版片頭曲
作詞、作曲、編曲：古川龍也，主唱：M·A·O
片尾曲1
作詞：新島夕，作曲、編曲：ピクセルビー，主唱：monet
片尾曲2
作詞、作曲、編曲：樋口秀樹，主唱：WHITE-LIPS
片尾曲3「Hysteria」
作詞、作曲、主唱：TERRA
插入曲「Dragon Burger」
作詞、作曲：樋口秀樹，主唱：薬師るり

## 相關商品
設定集由KADOKAWA於2014年10月31日發售。

原聲帶由Qoobrand於2015年3月6日發售。

## 評價
《魔女戀愛日記》在Getchu.com舉辦的「美少女遊戲大獎2014」中獲得綜合部門第14名、劇情部門第5名、音樂部門第10名。

## 外部連結
- 魔女こいにっき官方網站 （页面存档备份，存于）（日語）
- 魔女こいにっき Dragon×Caravan官方網站 （页面存档备份，存于）（日語）
- 《魔女戀愛日記》在視覺小說數據庫的頁面 （英文）